# Młodzieżowe Drużynowe Mistrzostwa Polski na Żużlu 2012
Młodzieżowe Drużynowe Mistrzostwa Polski 2012 – zawody żużlowe, mające na celu wyłonienie medalistów młodzieżowych drużynowych mistrzostw Polski w sezonie 2012. Rozegrano eliminacje w czterech grupach oraz finał.

## Finał
- Gdańsk, 12 września 2012
- Sędzia: Artur Kuśmierz

| Msc |                                                                     | Drużyna / Zawodnik                         | Biegi                        | Punkty |
| --- | ------------------------------------------------------------------- | ------------------------------------------ | ---------------------------- | ------ |
| 1   |                                                                     | Azoty Tauron Tarnów                        | Azoty Tauron Tarnów          | 25     |
| 1   | Jakub Jamróg Kacper Gomólski Maciej Janowski Ernest Koza            | (1,2,2,1) (0,3,2,3) (3,2,3,3) ns {{{19}}}  | 6 8 11                       |        |
| 2   |                                                                     | Lotos Wybrzeże Gdańsk                      | Lotos Wybrzeże Gdańsk        | 24     |
| 2   | Dominik Kossakowski Marcel Szymko Patryk Beśko Krystian Pieszczek   | (2,3,2,1) (1,1,1,2) ns (2,3,3,3) {{{19}}}  | 8 5 11                       |        |
| 3   |                                                                     | WTS Nice Warszawa                          | WTS Nice Warszawa            | 19     |
| 3   | Przemysław Pawlicki Piotr Pawlicki Łukasz Sówka Damian Michalski    | (2,2,3,3) (1,2,u) (3,1,d,2) (d) {{{19}}}   | 10 3 6 0                     |        |
| 4   |                                                                     | Unia Leszno                                | Unia Leszno                  | 15     |
| 4   | Tobiasz Musielak Kamil Adamczewski Michał Piosicki Daniel Kaczmarek | (0,3,wu,1) (3,1,2,3) (1,w,0) (1) {{{19}}}  | 4 9 1                        |        |
| 5   |                                                                     | Orzeł Łódź                                 | Orzeł Łódź                   | 14     |
| 5   | Damian Adamczak Maciej Kubasik Marcin Wawrzyniak Brak zawodnika     | (3,2,3,3) (0,0,0,d) (0,0,1,2) ns {{{19}}}  | 11 0 3                       |        |
| 6   |                                                                     | Stelmet Falubaz Zielona Góra               | Stelmet Falubaz Zielona Góra | 14     |
| 6   | Adam Strzelec Kacper Rogowski Remigiusz Perzyński Brak zawodnika    | (1,2,3,2) (0,1,0,d) (0,1,3,1) ns {{{19}}}  | 8 1 5                        |        |
| 7   |                                                                     | Polonia Bydgoszcz                          | Polonia Bydgoszcz            | 14     |
| 7   | Szymon Woźniak Mikołaj Curyło Karol Jóźwik Łukasz Wieliński         | (2,1,1,2) (3,1,2,2) (t,0,0,0) (d) {{{19}}} | 6 8 0                        |        |